# 塞繆爾·克朗普頓
塞繆爾·克朗普頓（英語：Samuel Crompton，1753年12月3日—1827年6月26日）是一位英國的發明家，和紡織業的先鋒。他基於詹姆斯·哈格里夫斯和理查·阿克萊特的研究工作，發明了走錠細紗機，這一機器革新了世界的工業發展。

## 早期生活
塞繆爾·克朗普頓在英格蘭蘭開夏保頓佛得街10號出生，父母是分別是喬治·克朗普頓（George Crompton）和貝蒂·克朗普頓（Betty Crompton，舊姓托頓的伊麗莎白·霍爾特（Elizabeth Holt of Turton）），父親是鄰近的霍利斯木屋的看門人。塞繆爾有兩個妹妹，當他還是孩子的時候父親便去世了，因此他需要紡織紗綫和學習使用詹姆斯·哈格里夫斯發明的珍妮紡紗機以為家庭賺取收入。珍妮紡紗機的不足使他對設計更好的東西的充滿想法，對此，他秘密地研究了五六年。他耗費了他所有的工餘時間和金錢——包括他在博爾頓劇院演奏小提琴所獲得的金錢——來進行這研究。
1780年2月16日，克朗普頓在博爾頓教區教堂與瑪麗·皮姆洛特（Mary Pimlott）結婚，他們生了八個兒女，其中喬治·克朗普頓（George Crompton，1781年1月8日出生）繼承了家族的生意。

## 走錠細紗機

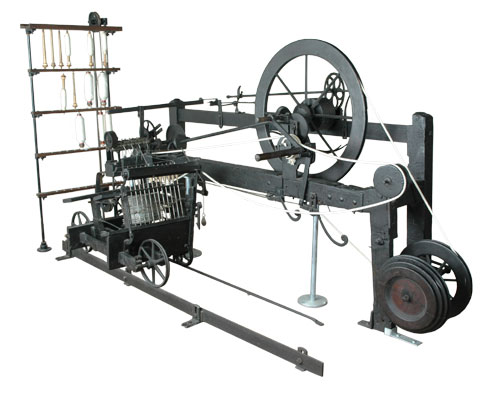
唯一現存、發明家塞繆爾·克朗普頓建造的走錠細紗機。

約1779年時，塞繆爾·克朗普頓成功生產了一種騾—珍妮紡紗機（mule-jenny），一種適合用於製造平纹细布的紡紗機。這一種紡紗機又稱為「平紋細布輪」（muslin wheel）和「霍利斯木屋輪」（Hall i' th' Woodwheel，這一名稱是來自於他和他家人居住的地方），後來又稱之為走錠細紗機。克朗普頓在霍利斯木屋所生產的紗線的需求量很大，但他卻沒有取得专利的方法。 由於有人探聽克朗普頓紡紗的方法，他被迫在毀壞他的機器和公開其之間二擇其一。他在獲得多間生產商承諾會在使用該紡紗機時向他支付金錢後，選取了後者的做法，但他總共只獲得了大約60英鎊。
走錠細紗機以阿克萊特的框架之方式使用滾輪扭曲粗紗，而主軸托架則前後移動54英寸以拉伸螺紋，然後以哈格里夫斯的珍妮紡紗機之方式收集其在於紡紗錠子中。走錠細紗機的重要性在於它紡綫的表現比人手好，使得紡綫更加纖細。粗線在40年代以每磅14先令的價格出售，但在80年代時卻以每磅42先令的價格出售。

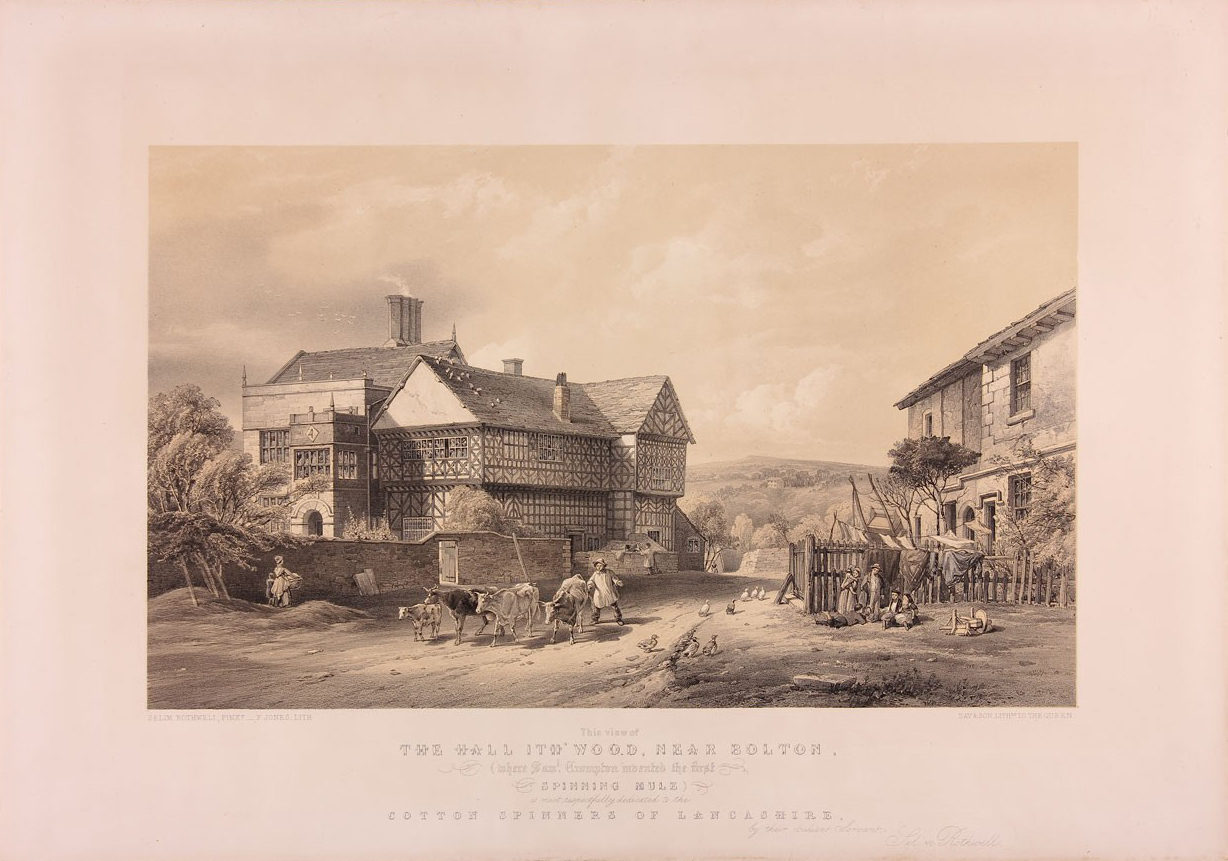
「這是保頓附近的霍利斯木屋。（塞繆爾·克朗普頓發明第一部走錠細紗機的地方。）……為蘭開夏的棉花紡紗者（COTTON SPINNERS OF LANCASHIRE）尊敬地盡心盡力。」由F·鍾斯（F. Jones）所繪之版畫。

由於這紡紗機並未註冊專利，很快就有他人生產這款紡紗機。該機器由鐵製成，1790年時會施加動力以輔助向內運動，及至1834年，這機器變為全自動的。1812年的一項調查顯示，使用的走錠細紗機的數量在400萬到500萬之間。克朗普頓並未因他的發明獲得任何版税。
1800年，他通過捐款籌集了500英鎊，而當在1809年，動力織機的發明者埃德蒙·卡特賴特獲國會給予10000英鎊時，克朗普頓便決定申請撥款。1811年，他遊覽了蘭開夏郡和蘇格蘭的製造區，以收集顯示他走錠細紗機的使用範圍有多廣泛的證據，1812年，國議授予他5000英鎊。在這筆資金的幫助下，克蘭普頓開始做一個漂白業者，然後作為棉花商人和紡紗業者，但都以失敗告終。1824年，他的一些朋友和保頓的黑馬「檢察官（prosecution）」俱樂部（包括艾薩克·多布森、班傑明·多布森（Benjamin Dobson）、班傑明·希克、約翰·肯尼迪和彼得·羅斯威爾）在他本人不知道的情況下，為他購買了63英鎊的年金。
克朗普頓於1827年6月26日在他位於保頓國王街的住所逝世，並安葬於聖彼得堂區教堂。

## 參考來源

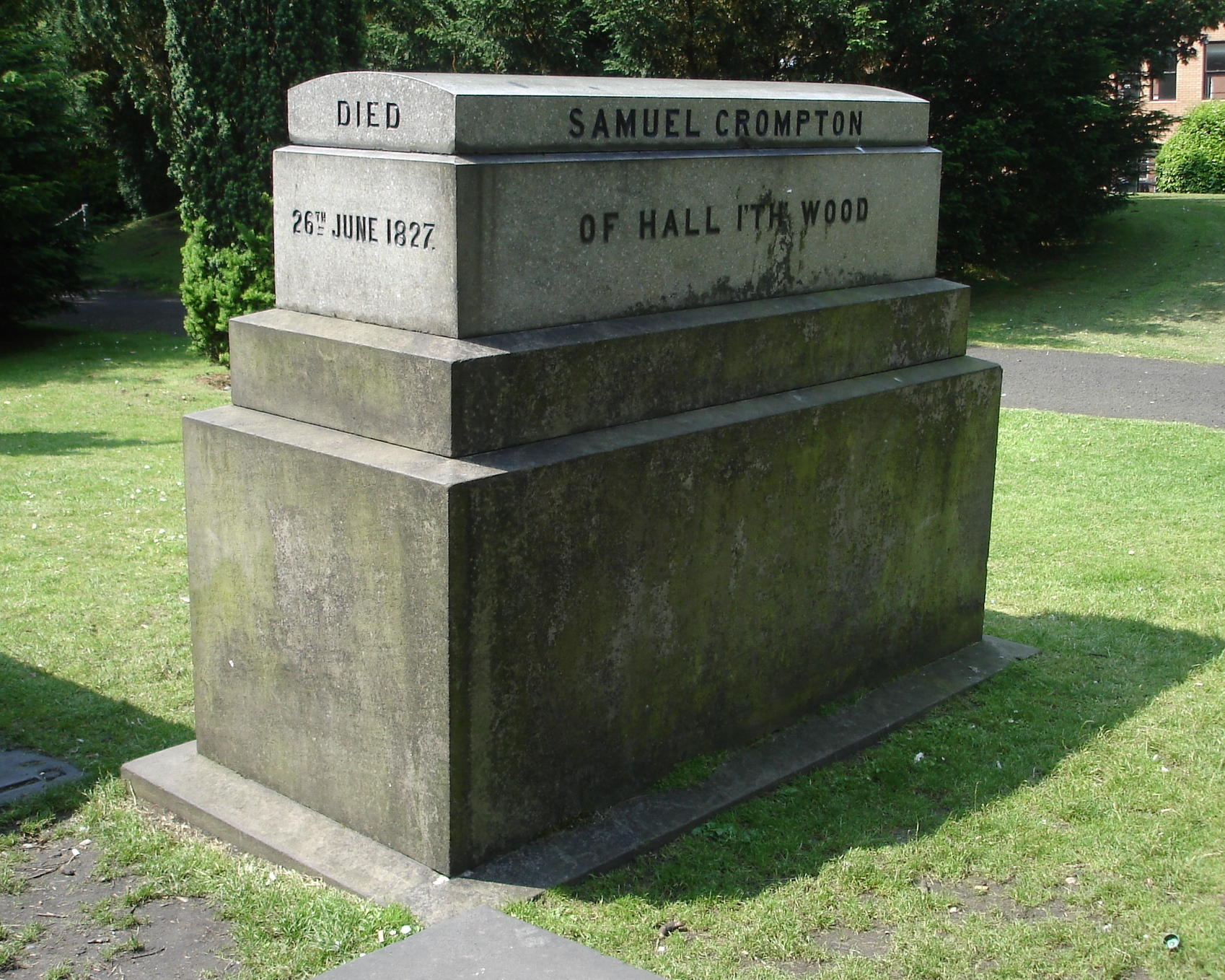
塞繆爾·克朗普頓的墳墓，位於英國保頓聖彼得墓地

### 註腳
1. ↑  .   [2017-01-30]. （原始内容存档于2019-08-12）.
2. ↑  Timmins 1996，第21,24頁.
3. ↑  Jackson, Tim. . Routledge. 2006-05-04  [2017-01-30]. （原始内容存档于2019-08-13） –Amazon.
4. ↑  Baines 1835，第159頁.
5. ↑  .   [2017-01-30]. （原始内容存档于2020-11-29）.
6. 1 2  Baines 1835，第199頁.
7. ↑  Baines 1835，第202頁.
8. ↑  .   [2008-04-21]. （原始内容存档于2020-05-07）.
9. ↑  Baines 1836，第199頁.
10. ↑  Baines 1835，第198頁.
11. ↑  Baines 1835，第201頁.
12. ↑  Baines 1835，第207頁.
13. ↑  .   [2017-01-30].[永久]
14. 1 2  Baines 1835，第203頁.
15. ↑   Chisholm, Hugh (编). .  (第11版). London: Cambridge University Press. 1911.
16. ↑  Collingwood. . Lost Pubs of Bolton. Blogger.   [2015-03-10]. （原始内容存档于2017-12-05）.
17. ↑  .   [2008-04-21]. （原始内容存档于2010-08-03）.

## 外部連結
- Essay on Crompton and the spinning mule
- Essay on Samuel Crompton
- The life of Samuel Crompton 1753 – 1827 at Hall i'th' Wood Museum
- The Crompton Trail
- Samuel Crompton and Hall 'i 'th Wood （页面存档备份，存于）